# (10350) Spallanzani
(10350) Spallanzani est un astéroïde de la ceinture principale.

## Description
(10350) Spallanzani est un astéroïde de la ceinture principale. Il fut découvert le 26 juillet 1992 à La Silla par Eric Walter Elst. Il présente une orbite caractérisée par un demi-grand axe de 2,64 UA, une excentricité de 0,13 et une inclinaison de 5,2° par rapport à l'écliptique.
Il est nommé d'après le biologiste italien, Lazzaro Spallanzani (10 janvier 1729, Scandiano – 12 février 1799 né à Pavie).

## Compléments